# Steve Morabito
Steve Morabito (Monthey, 30 de enero de 1983) es un ciclista suizo que fue profesional entre 2006 y 2019.
Debutó como profesional el año 2006 con el equipo Phonak. En 2007 fichó por el equipo ProTour Astana, en 2010 firmó con el BMC Racing Team y en 2015 se unió al FDJ.
A inicios de 2019 anunció que ese iba a ser su último año como profesional.

## Palmarés
2006
- 1 etapa en la Vuelta a Suiza

2007
- 2 etapas del Herald Sun Tour

2011
- 2.º en el Campeonato de Suiza en Ruta

2014
- 3.º en el Campeonato de Suiza en Ruta

2015
- 3.º en el Campeonato de Suiza Contrarreloj

2016
- 3.º en el Campeonato de Suiza en Ruta

2018
- Campeonato de Suiza en Ruta

## Resultados en Grandes Vueltas y Campeonatos del Mundo
| Carrera         | Carrera         | 2006 | 2007 | 2008 | 2009 | 2010 | 2011 | 2012 | 2013 | 2014 | 2015 | 2016 | 2017 | 2018 | 2019 |
| --------------- | --------------- | ---- | ---- | ---- | ---- | ---- | ---- | ---- | ---- | ---- | ---- | ---- | ---- | ---- | ---- |
|                 | Giro de Italia  | —    | 83.º | Ab.  | 88.º | —    | —    | —    | 34.º | 25.º | —    | —    | 53.º | 79.º | —    |
|                 | Tour de Francia | —    | —    | —    | —    | 51.º | 49.º | —    | 35.º | —    | Ab.  | 36.º | —    | —    | —    |
|                 | Vuelta a España | 84.º | —    | —    | —    | —    | —    | 35.º | —    | Ab.  | —    | —    | —    | —    | 67.º |
| Mundial en Ruta | Mundial en Ruta | —    | —    | —    | —    | 59.º | —    | 67.º | —    | —    | —    | —    | —    | 60.º | —    |

—: no participa

Ab.: abandono

## Equipos
- Phonak (2006)
- Astana (2007-2009)
- BMC Racing Team (2010-2014)
- FDJ (2015-2019)
  - FDJ (2015-2018)
  - Groupama-FDJ (2018-2019)